# 黄岗山
黄岗山是武夷山脉的主峰，位于福建武夷山市和江西铅山县交界处，海拔2160.8米，是中国大陆华东最高峰。西北侧为武夷山脉第二高峰独竖尖（也是江西第二高峰），西南侧为福建第二高峰香炉峰。
在黄岗山的南麓和北麓均设有国家级自然保护区：福建武夷山国家级自然保护区、江西武夷山国家级自然保护区。
黄岗山具有世界同纬度带现存最典型、面积最大、保存最完整的亚热带原生性森林系统，福建武夷山国家级自然保护区因此于1999年作为武夷山的组成部分列为世界遗产。